# MPEG-3
Ne doit pas être confondu avec MP3, abréviation de MPEG-1 Part 3 Layer 3 (ou MPEG-1 Audio Layer 3).
MPEG-3 désigne un ensemble de normes audio et vidéo introduites par MPEG (Motion Picture Expert Group). MPEG-3 a été conçu pour la prise en charge des signaux HDTV à des débits de 20 à 40 Mbit/s.
Il a vite été observé que des résultats semblables pouvaient être obtenus par de légères modifications de MPEG-2. Perdant de son intérêt, MPEG-3 a été abandonné.